# シュリーニヴァーサ・マッラ
シュリーニヴァーサ・マッラ（Srinivasa Malla、生年不詳 - 1687年）は、ネパール、パタン・マッラ朝の君主（在位：1661年 - 1685年）。

## 生涯
1652年、父シッディナラシンハ・マッラが聖地巡礼に旅立つと、王太子であったシュリーニヴァーサが王務を任されたが、次第に王位を得ようと考えるようになった。シュリーニヴァーサはキルティプルを首都に反王政府を樹立し、1658年にカトマンズ・マッラ朝のプラターパ・マッラと友好条約を結んだ。
このシュリーニヴァーサの反王政府はカトマンズのみにしか認められず、バクタプル・マッラ朝、ゴルカ王国、マクワンプル・セーナ王国などの周辺国には認められなかった。だが、父シッディナラシンハは争いを好まず、1661年に王位を譲って出家し、ヴァーラーナシーへと移った。
1672年にバクタプル王ジャガットプラカーシャ・マッラが、1674年にはプラターパ・マッラが相次いで没したため、シュリーニヴァーサが二都に影響力を強め、「ネパールの主」を名乗るようになった。以降、この王の在位中は三都の関係は平穏であった。また、有能な宰相バギーラタ・バイヤーの支えもあった。
だが、王子ヨーガナレーンドラ・マッラはバギーラタ・バイヤーを快く思っておらず、反王政府を樹立した。シュリーニヴァーサは結局、1685年に譲位して2年後の1687年に没した。